# Diecezja Prince Albert
Diecezja Prince Albert – diecezja rzymskokatolicka w Kanadzie. Została erygowana w 1891 jako wikariat apostolski Saskatchewan. W 1910 podniesiona do rangi diecezji Prince Albert. W 1921 przemianowana na diecezję Prince-Albert–Saskatoon. W 1933 po utworzeniu diecezji Saskatoon powróciła do dawnej nazwy.

## Ordinariusze

### Wikariusze apostolscy  Saskatchewan
- Albert Pascal OMI, 1891–1907

### Biskupi Prince-Albert
- Albert Pascal OMI, 1907–1920

### Biskupi Prince-Albert-Saskatoon
- Henri-Jean-Maria Prud’homme, 1921–1933

### Biskupi Prince-Albert
- Henri-Jean-Maria Prud’homme, 1933–1937
- Réginald Duprat OP, 1938–1952
- Léo Blais, 1952–1959
- Laurent Morin, 1959–1983
- Blaise-Ernest Morand, 1983–2008
- Albert Thévenot, 2008–2021
- Stephen Hero (od 2021)